# Perry Mason
Perry Mason ist ein fiktiver Strafverteidiger in 82 Romanen und 3 Kurzgeschichten des US-amerikanischen Autors Erle Stanley Gardner (1889–1970). Bekannt wurde die Figur des Perry Mason hauptsächlich durch die von 1957 bis 1966 produzierte Fernsehserie mit Raymond Burr in der Hauptrolle.

## Grundzüge der Fälle
Hauptsächlich wird in den einzelnen Geschichten ein Verbrechen begangen, das einem Unschuldigen zur Last gelegt wird. Perry Mason wird mit der Verteidigung dieses Unschuldigen beauftragt und klärt mit Hilfe seiner Mitarbeiter die wahre Sachlage auf. In einem dramatischen Finale im Gerichtssaal wird der tatsächliche Täter entlarvt und der gerechten Strafe zugeführt.

## Verfilmungen
Die Rolle des Perry Mason wurde in 271 Folgen einer Fernsehserie des amerikanischen Senders CBS von dem kanadischen Schauspieler Raymond Burr dargestellt. Die Serie lief von 1957 bis 1966.
Eine Fortsetzung bestehend aus 26 Fernsehfilmen, ebenfalls mit Raymond Burr in der Hauptrolle, wurde von 1985 bis 1993 ausgestrahlt. Als einzige Darstellerin der ursprünglichen Serie war Barbara Hale als Masons Sekretärin Della Street mit von der Partie. Burr war zu dieser Zeit bereits schwer erkrankt und konnte nur unter Schmerzen die Dreharbeiten absolvieren. William Katt, der Sohn von Barbara Hale, spielte in den Jahren 1985 bis 1988 die Rolle des Detektivs Paul Drake Jr. In den Filmen der Jahre 1989 bis 1993 übernahm William R. Moses als Ken Malansky die Rolle des Assistenten.
Nach Burrs Tod entstanden noch vier Filme unter dem Titel A Perry Mason Mystery mit Barbara Hale an der Seite von anderen Strafverteidigern.

### Weitere Verfilmungen
- Zwischen 1934 und 1937 gab es sechs Perry-Mason-Kinofilme von Warner Bros. Pictures. In den ersten vier Filmen spielte Warren William die Rolle, danach übernahmen Ricardo Cortez und Donald Woods für jeweils einen Film.
- Ein Versuch, die Serie unter dem Titel The New Perry Mason mit Monte Markham in der Hauptrolle neu aufzulegen, scheiterte 1973. Die Serie wurde nach nur einer Staffel eingestellt.
- Im türkischen Fernsehen lief 1983 eine vierteilige Perry-Mason-Reihe mit Kerim Afşar in der Hauptrolle.
- 2020 wurde die erste Staffel der Fernsehserie Perry Mason mit Matthew Rhys in der Hauptrolle veröffentlicht. 2023 folgte die zweite Staffel. Die Serie spielt in den 1930er Jahren.

## Sonstiges
- Die Rolle des Perry Mason wurde auch in Radiohörspielen, Comics und einem kurzlebigen Comicstrip vom 16. Oktober 1950 bis 21. Juni 1952 dargestellt. Er diente auch als Vorlage für das Computerspiel Perry Mason: The Case of the Mandarin Murder (1985) und das Buch The Whole Truth (1986) von James Cummins.
- Perry Mason ist der Titel eines Liedes von Metal-Sänger Ozzy Osbourne, das sich auf dem Album Ozzmosis von 1995 befindet.
- Perry Mason schaffte es auf eine Briefmarke des Staates San Marino.
- Hauptdarsteller Raymond Burr benannte eine seiner Orchideenzüchtungen nach Barbara Hale.